# Augenringe

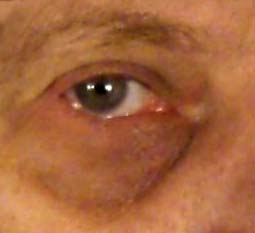
Dunkle Augenringe

Augenringe, halonierte Augen, Halonierung der periorbitalen Region oder med. Halo (lateinisch halos ‚Hof‘ von altgriechisch ἅλως hálōs oder ἅλων hálōn, deutsch ‚Lichthof‘) genannt, ist ein Ausdruck für dunkle, bläuliche oder schattig verfärbte Hautbereiche um die Augen, die physiologisch (ohne Krankheitswert, Veranlagung) oder begleitend bei verschiedenen Grunderkrankungen oder bei Störungen des Allgemeinbefindens des Menschen auftreten können. Am deutlichsten fällt die Verfärbung in der Region unterhalb der Augenhöhle (Orbita) auf.
Man unterscheidet zwischen:
- einer Hyperpigmentierung der Haut
- einer dunkel erscheinenden Haut bedingt durch die durchscheinenden darunterliegenden Gefäße

## Ursachen
Meist ist die Ursache für ein akutes Auftreten von Augenringen Schlafmangel und kann ein Hinweis auf eine Überempfindlichkeitsreaktion (Atopie) sein. Chronische Augenringe können unter anderem die Folge von
- verminderter Sauerstoffversorgung der Gefäße,
- Flüssigkeitsmangel,
- Mangelernährung,
- Eisenmangel,
- Umweltgiften,
- Allergien,
- einer Bindehaut-Entzündung sowie von
- längerem Drogenkonsum sein. Nach längerem Drogenkonsum kann es Wochen bis Monate dauern, bis die Augenringe wieder vollkommen verschwinden.

Augenringe können aber auch angeboren, also genetisch bedingt sein (Prädisposition). Generell können Augenringe aber auch eine Folge des Alterns sein.
Die sichtbare Verfärbung, welche nicht auf einer Pigmentstörung beruht, ist auf die unter der Haut liegenden Blut- und Lymphgefäße zurückzuführen. Die Haut im Augenbereich ist besonders dünn, hat daher nur ein schwaches Unterhautfettgewebe, sodass die darunterliegenden Gefäße durch die Haut durchschimmern können. Bei schlecht durchbluteten Gefäßen enthält das Blut weniger Sauerstoff und erscheint somit dunkler, was sich besonders im Augenbereich farblich abbilden kann. In manchen Fällen erscheinen die Schattierungen auch mit geschwollenen Tränensäcken. Wichtig ist, Tränensäcke nicht mit Augenringen zu verwechseln. Augenringe wird die dunkle Schattierung unter den Augen genannt. Tränensäcke sind jedoch richtige Anschwellungen.

## Behandlung
Die Therapie richtet sich immer nach der Ursache. Besteht eine Hyperpigmentierung, so sollte nach den möglichen Triggerfaktoren für die Melaninbildung gesucht werden. Eine mögliche Ursache kann im häufigen Reiben der Augen wie z. B. bei Heuschnupfen oder Juckreiz durch trockene Haut liegen. Ist die Haut hingegen lediglich zu dünn und durchscheinend, sollte die Therapie eine Verdickung der Haut bewirken. Hierzu eignen sich z. B. fraktionierte Laserbehandlungen und/oder Injektionen mit Platelet-Rich-Plasma (PRP), dem thrombozytenreichen Plasma aus dem Eigenblut.
Von Hausmitteln wie der Verwendung von Teebeuteln oder Hämorrhoiden-Cremes gegen Augenringe wird abgeraten, da diese Substanzen enthalten können, die eine allergische Reaktion auslösen können und zudem bei regelmäßiger Verwendung von entzündungshemmenden Hämorrhoiden-Cremes die Dicke der Haut abnimmt. Eine allergische Reaktion auf Tee ist besonders bei bestimmten Teesorten, wie z. B. Kamillentee möglich. Zum Kaschieren der Augenringe verwenden Betroffene kosmetische Mittel, bspw. in Form eines Concealers.
Weitere Hausmittel sind:
- viel Wasser trinken
- kalte Gegenstände
- weniger Salz essen
- Gurke auf die Augen legen
- Milch auf die Augen legen
- mit einer Creme massieren
- Eiweiß

Viel Wasser zu trinken hilft die Gefäße besser zu durchbluten und somit die Gefäße nicht mehr so dunkel erscheinen zu lassen. Kalte Gegenstände auf die dunklen Stellen zu legen hilft ebenfalls die Durchblutung anzuregen (vgl. Kryotherapie). Weniger Salz zu essen ist allerdings auch mit Risiken behaftet, da zu geringer Salzkonsum ebenfalls schädlich sein kann. Die Gurke kräftigt und entspannt die Haut und gibt Feuchtigkeit. Auf die gleiche Weise wirken auch Milch, Eiweiß und verschiedene Obst und Gemüsesorten. Vorsichtig mit Öl oder einer Creme zu Massieren hilft der Haut sich zu entspannen und spendet wichtige Minerale.